# Queremos saber
Queremos saber va ser un programa espanyol de televisió emès per la cadena Antena 3 i presentat per la periodista Mercedes Milá.

## Format
Espai per a la nit dels dimarts en el qual la carismàtica presentadora combinava entrevistes amb personatges populars del món de la política, l'art, la literatura, la interpretació i la cançó, amb debats sobre temes d'actualitat. Tot això, amb una important participació del públic present al plató, al qual es brindava la possibilitat de formular preguntes al personatge convidat de la nit. Es tractava de 39 persones, que representava cadascuna d'elles a un milió d'espanyols fins a aconseguir la població de 39 milions en aquell moment al país.

## Audiències
En la seva estrena, amb una entrevista a Miguel Bosé, sobre el rumor d'una possible malaltia del cantant, el programa aplegà 5.400.000 espectadors.

## Convidats
Entre altres, van passar pel plató del programa les següents personalitats: 
- Adolfo Marsillach
- Aitana Sánchez-Gijón
- Alberto Ruiz-Gallardón
- Andrés Aberasturi
- Antonio Gala
- Chavela Vargas
- Emilio Romero
- Fernando Ónega
- Francisco Umbral
- Hilario Pino
- Imanol Arias
- Jaime Peñafiel
- Javier Arenas
- Jesús Gil y Gil
- Joaquín Sabina
- Judit Mascó
- Lola Herrera
- Manolo Tena
- María Ostiz
- Marisa Paredes
- Martirio
- Miguel Bosé
- Pedro Almodóvar
- Pedro J. Ramírez
- Rocío Jurado
- Rosa Maria Sardà
- Teresa Gimpera

Especialment polèmica i recordada durant anys va ser l'entrevista d'abril de 1993, a l'escriptor Francisco Umbral, qui va acusar la presentadora d'haver-lo enganyat per la forma en què discorria l'entrevista sense que l'entrevistat aconseguís parlar del seu últim llibre, que era el que pretenia,
També va comptar amb gran repercussió l'entrevista al cantant Miguel Bosé, en la que fent front a certs rumors, va desmentir patir SIDA.

## Premis
- TP d'Or 1992 a la Millor Presentadora, per Mercedes Milá.